# Volkslied van Sint Maarten
"O Sweet Saint Martin's Land" is het nationale volkslied van het eiland Sint-Maarten sinds 1958. Het is het officiële volkslied van het Nederlandse deel Sint Maarten en Franse deel Saint Martin. Doorgaans wordt bij officiële gelegenheden alleen het eerste couplet en het refrein gezongen in het Engels.
Het werd geschreven door de, op het Franse gedeelte werkende, Nederlandse katholieke priester Gerard Kemps.

## Tekst
Eerste couplet
Where over the world, say where,
You find an island there,
So lovely small, with nations free
With people French and Dutch
Though talking English much, 
As thee Saint Martin in the sea?

Refrein
O sweet Saint Martin's Land
So bright by beach and strand
With sailors on the sea and harbors free
Where the chains of mountains green
Variously in sunlight sheen

Oh I love thy Paradise,
Nature's beauty fairly nice
Oh I love thy Paradise,
Nature's beauty fairly nice

Tweede couplet
How pretty between all green
Flamboyants beaming gleam
Of flowers red by sunlight set
Thy cows and sheep and goats
In meadows or on roads
Thy donkeys keen can't I forget.

Refrein

Derde couplet
Saint Martin I love thy name
In which Columbus fame
And memories of old are those
For me a great delight
Thy Southern Cross the night
May God the Lord protect thy coast!

Refrein